# Deuxième circonscription de l'Yonne
La deuxième circonscription de l'Yonne est l'une des 3 circonscriptions législatives françaises que compte le département de l'Yonne (89) situé en région Bourgogne-Franche-Comté.

## Description géographique et démographique

### De 1958 à 1986
La deuxième circonscription de l'Yonne était composée de :
- canton d'Ancy-le-Franc
- canton d'Avallon
- canton de Chablis
- canton de Coulanges-sur-Yonne
- canton de Cruzy-le-Châtel
- canton de Flogny-la-Chapelle
- canton de Guillon
- canton de L'Isle-sur-Serein
- canton de Ligny-le-Châtel
- canton de Noyers
- canton de Quarré-les-Tombes
- canton de Saint-Florentin
- canton de Seignelay
- canton de Tonnerre
- canton de Vermenton
- canton de Vézelay.

Source : Journal officiel du 14-15 octobre 1958.

### De 1988 à 2010
La 2e circonscription de l'Yonne est composée des cantons suivants :
- canton d'Ancy-le-Franc
- canton d'Avallon
- canton de Brienon-sur-Armançon
- canton de Chablis
- canton de Coulanges-sur-Yonne (moins les communes d'Andryes et d'Etais-la-Sauvin)
- canton de Cruzy-le-Châtel
- canton de Flogny-la-Chapelle
- canton de Guillon
- canton de L'Isle-sur-Serein
- canton de Ligny-le-Châtel
- canton de Migennes
- canton de Noyers
- canton de Quarré-les-Tombes
- canton de Saint-Florentin
- canton de Seignelay
- canton de Tonnerre
- canton de Vermenton
- canton de Vézelay.

Carte de la deuxième circonscription de l'Yonne de 1958 à 1986
Carte de la deuxième circonscription de l'Yonne de 1988 à 2012

## Historique des députations
| Législature | Début de mandat | Fin de mandat  | Député              | Parti politique | Observations |
| ----------- | --------------- | -------------- | ------------------- | --------------- | --- |
| Ire         | 9 décembre 1958 | 9 octobre 1962 | Jean Chamant        | CNI             | Mandat écourté à la suite d'une dissolution parlementaire décidée par Charles de Gaulle.                                                                                |
| IIe         | 6 décembre 1962 | 2 avril 1967   | Jean Chamant        | RI              | |
| IIIe        | 3 avril 1967    | 30 mai 1968    | Jean Chamant        | RI              | Nommé au Gouvernement Pompidou IV, remplacé par son suppléant Georges Barillon Mandat écourté à la suite d'une dissolution parlementaire décidée par Charles de Gaulle. |
| IVe         | 11 juillet 1968 | 1er avril 1973 | Jean Chamant        | RI              | Nommé aux Gouvernements Couve de Murville et Jacques Chaban-Delmas, remplacé par son suppléant Georges Barillon (1968-1969 et 1971-1973)                                |
| XIe         | 12 juin 1997    | 18 juin 2002   | Henri Nallet        | PS              | Remplacé par son suppléant Jean-Yves Caullet en 1999. |
| XIIe        | 19 juin 2002    | 19 juin 2007   | Jean-Marie Rolland  | UMP             | |
| XIIIe       | 20 juin 2007    | 19 juin 2012   | Jean-Marie Rolland  | UMP             | |
| XIVe        | 20 juin 2012    | 20 juin 2017   | Jean-Yves Caullet   | PS              | |
| XVe         | 21 juin 2017    | 21 juin 2022   | André Villiers      | LC              | |
| XVIe        | 22 juin 2022    | 9 juin 2024    | André Villiers      | HOR             | Mandat écourté à la suite d'une dissolution parlementaire décidée par Emmanuel Macron.                                                                                  |
| XVIIe       | 8 juillet 2024  | En cours       | Sophie-Laurence Roy | LR              | |

## Historique des élections

### Élections législatives de 1958
| Candidat       | Candidat              | Parti          | Premier tour | Premier tour | Second tour | Second tour |  |
| Candidat       | Candidat              | Parti          | Voix         | %            | Voix        | %           |  |
| -------------- | --------------------- | -------------- | ------------ | ------------ | ----------- | ----------- |  |
|                | Jean Chamant élu      | CNIP           | 13 359       | 32,67        | 15 883      | 37,89       |  |
|                | René Millereau        | PCF            | 7 357        | 17,99        | 7 818       | 18,65       |  |
|                | Paul Flandin          | CR             | 6 391        | 15,63        | 15 012      | 35,82       |  |
|                | Maurice Vallery-Radot | Modérés        | 4 034        | 9,86         | Retrait     | Retrait     |  |
|                | Louis Protat          | CRR            | 3 390        | 8,29         | Retrait     | Retrait     |  |
|                | René Humberdot        | SFIO           | 3 236        | 7,91         | 3 202       | 7,64        |  |
|                | Louis-François Morel  | UNR            | 3 128        | 7,65         | Retrait     | Retrait     |  |
|                |                       |                |              |              |             |             |  |
| Inscrits       | Inscrits              | Inscrits       | 54 490       | 100,00       | 54 505      | 100,00      |  |
| Abstentions    | Abstentions           | Abstentions    | 12 461       | 22,87        | 11 905      | 21,84       |  |
| Votants        | Votants               | Votants        | 42 029       | 77,13        | 42 600      | 78,16       |  |
| Blancs et nuls | Blancs et nuls        | Blancs et nuls | 1 134        | 2,7          | 685         | 1,61        |  |
| Exprimés       | Exprimés              | Exprimés       | 40 895       | 97,3         | 41 915      | 98,39       |  |

Georges Barillon, conseiller général, maire de Flogny-la-Chapelle, était le suppléant de Jean Chamant.

### Élections législatives de 1962
|                | Jean Chamant sortant réélu | RI             | 20 952 | 60,28  |  |  |  |
|                | Jean Redron                | PCF            | 7 567  | 21,77  |  |  |  |
|                | Jacques Piette             | SFIO           | 6 241  | 17,95  |  |  |  |
|                |                            |                |        |        |  |  |  |
| Inscrits       | Inscrits                   | Inscrits       | 53 835 | 100,00 |  |  |  |
| Abstentions    | Abstentions                | Abstentions    | 16 636 | 30,9   |  |  |  |
| Votants        | Votants                    | Votants        | 37 199 | 69,1   |  |  |  |
| Blancs et nuls | Blancs et nuls             | Blancs et nuls | 2 439  | 6,56   |  |  |  |
| Exprimés       | Exprimés                   | Exprimés       | 34 760 | 93,44  |  |  |  |

Georges Barillon était le suppléant de Jean Chamant.

### Élections législatives de 1967
|                | Jean Chamant sortant réélu | RI             | 25 084 | 59,79  |  |  |  |
|                | Pierre Vigreux             | PCF            | 8 472  | 20,19  |  |  |  |
|                | Jacques Ribs               | FGDS (CIR)     | 8 398  | 20,02  |  |  |  |
|                |                            |                |        |        |  |  |  |
| Inscrits       | Inscrits                   | Inscrits       | 51 667 | 100,00 |  |  |  |
| Abstentions    | Abstentions                | Abstentions    | 8 360  | 16,18  |  |  |  |
| Votants        | Votants                    | Votants        | 43 307 | 83,82  |  |  |  |
| Blancs et nuls | Blancs et nuls             | Blancs et nuls | 1 353  | 3,12   |  |  |  |
| Exprimés       | Exprimés                   | Exprimés       | 41 954 | 96,88  |  |  |  |

Georges Barillon, suppléant de Jean Chamant, nommé membre du gouvernement, le remplaça du 8 mai 1967 au 13 mai 1968.

### Élections législatives de 1968
|                | Jean Chamant sortant réélu | RI (URP)       | 27 808 | 65,03  |  |  |  |
|                | Pierre Vigreux             | PCF            | 7 506  | 17,55  |  |  |  |
|                | Jacques Ribs               | FGDS (CIR)     | 7 445  | 17,41  |  |  |  |
|                |                            |                |        |        |  |  |  |
| Inscrits       | Inscrits                   | Inscrits       | 55 124 | 100,00 |  |  |  |
| Abstentions    | Abstentions                | Abstentions    | 11 467 | 20,8   |  |  |  |
| Votants        | Votants                    | Votants        | 43 657 | 79,2   |  |  |  |
| Blancs et nuls | Blancs et nuls             | Blancs et nuls | 898    | 2,06   |  |  |  |
| Exprimés       | Exprimés                   | Exprimés       | 42 759 | 97,94  |  |  |  |

Georges Barillon, conseiller général, maire de Flogny-la-Chapelle était le suppléant de Jean Chamant. Il le remplaça du 30 mai 1968 au 1er avril 1973.

### Élections législatives partielles de 1969
(à la suite de la démission de Georges Barillon).
| | Jean Chamant sortant réélu | Sans étiquette | 21 289 | 66,42  |  |  |  |
| | Pierre Vigreux             | PCF            | 5 857  | 18,28  |  |  |  |
| | Jacques Ribs               | CIR            | 4 903  | 15,30  |  |  |  |
| |                            |                |        |        |  |  |  |
| Inscrits | Inscrits                   | Inscrits       | 53 760 | 100,00 |  |  |  |
| Abstentions | Abstentions                | Abstentions    | 20 678 | 38,46  |  |  |  |
| Votants | Votants                    | Votants        | 33 082 | 61,54  |  |  |  |
| Blancs et nuls | Blancs et nuls             | Blancs et nuls | 1 033  | 3,12   |  |  |  |
| Exprimés | Exprimés                   | Exprimés       | 32 049 | 96,88  |  |  |  |
| Source : France, Ministère de l'intérieur. Les Elections législatives . Métropole., la Documentation française, 1974 (lire en ligne) |                            |                |        |        |  |  |  |

Georges Barillon, conseiller général, maire de Flogny-la-Chapelle était le suppléant de Jean Chamant.

### Élections législatives de 1973
|                | Jean Chamant sortant réélu | RI (URP)       | 25 279 | 57,58  |  |  |  |
|                | Pierre Vigreux             | PCF            | 9 600  | 21,87  |  |  |  |
|                | Jean-Marcel Bichat         | PS (UGSD)      | 9 024  | 20,55  |  |  |  |
|                |                            |                |        |        |  |  |  |
| Inscrits       | Inscrits                   | Inscrits       | 55 538 | 100,00 |  |  |  |
| Abstentions    | Abstentions                | Abstentions    | 9 983  | 17,98  |  |  |  |
| Votants        | Votants                    | Votants        | 45 555 | 82,02  |  |  |  |
| Blancs et nuls | Blancs et nuls             | Blancs et nuls | 1 652  | 3,63   |  |  |  |
| Exprimés       | Exprimés                   | Exprimés       | 43 903 | 96,37  |  |  |  |

Jean Chamant est élu sénateur le 25 septembre 1977. Georges Barillon, conseiller général, maire de Flogny-la-Chapelle était le suppléant de Jean Chamant.

### Élections législatives de 1978
| Candidat       | Candidat           | Parti          | Premier tour | Premier tour | Second tour | Second tour |  |
| Candidat       | Candidat           | Parti          | Voix         | %            | Voix        | %           |  |
| -------------- | ------------------ | -------------- | ------------ | ------------ | ----------- | ----------- |  |
|                | Calliope Beaud     | PS             | 11 128       | 22,05        | 25 287      | 48,2        |  |
|                | François Meyroune  | PCF            | 10 823       | 21,44        | Retrait     | Retrait     |  |
|                | Michel Delprat élu | CNIP           | 10 387       | 20,58        | 27 171      | 51,8        |  |
|                | Odette Pagani      | UDF (PR)       | 8 885        | 17,6         | Retrait     | Retrait     |  |
|                | Claude Moreau      | RPR            | 7 707        | 15,27        |             |             |  |
|                | Armand Gaudiau     | LO             | 1 540        | 3,05         |             |             |  |
|                |                    |                |              |              |             |             |  |
| Inscrits       | Inscrits           | Inscrits       | 62 071       | 100,00       | 62 057      | 100,00      |  |
| Abstentions    | Abstentions        | Abstentions    | 10 307       | 16,61        | 8 649       | 13,94       |  |
| Votants        | Votants            | Votants        | 51 764       | 83,39        | 53 408      | 86,06       |  |
| Blancs et nuls | Blancs et nuls     | Blancs et nuls | 1 294        | 2,5          | 950         | 1,78        |  |
| Exprimés       | Exprimés           | Exprimés       | 50 470       | 97,5         | 52 458      | 98,22       |  |

Léon Laurent, industriel, adjoint au maire d'Avallon était le suppléant de Michel Delprat.

### Élections législatives de 1981
| Candidat       | Candidat               | Parti          | Premier tour | Premier tour | Second tour | Second tour |  |
| Candidat       | Candidat               | Parti          | Voix         | %            | Voix        | %           |  |
| -------------- | ---------------------- | -------------- | ------------ | ------------ | ----------- | ----------- |  |
|                | Michel Delprat sortant | CNIP (UNM)     | 21 985       | 46,97        | 24 342      | 48,33       |  |
|                | Léo Grézard élu        | PS (MRG)       | 16 932       | 36,18        | 26 026      | 51,67       |  |
|                | François Meyroune      | PCF            | 7 886        | 16,85        | Retrait     | Retrait     |  |
|                |                        |                |              |              |             |             |  |
| Inscrits       | Inscrits               | Inscrits       | 62 798       | 100,00       | 62 800      | 100,00      |  |
| Abstentions    | Abstentions            | Abstentions    | 15 281       | 24,33        | 11 768      | 18,74       |  |
| Votants        | Votants                | Votants        | 47 517       | 75,67        | 51 032      | 81,26       |  |
| Blancs et nuls | Blancs et nuls         | Blancs et nuls | 714          | 1,5          | 664         | 1,3         |  |
| Exprimés       | Exprimés               | Exprimés       | 46 803       | 98,5         | 50 368      | 98,7        |  |

Marcel Poux était le suppléant de Léo Grézard.

### Élections législatives de 1988
| Candidat       | Candidat                   | Parti          | Premier tour | Premier tour | Second tour | Second tour |  |
| Candidat       | Candidat                   | Parti          | Voix         | %            | Voix        | %           |  |
| -------------- | -------------------------- | -------------- | ------------ | ------------ | ----------- | ----------- |  |
|                | Henri Nallet sortant réélu | PS             | 19 836       | 42,18        | 28 229      | 55,85       |  |
|                | Grégoire Direz             | UDF (AD) (URC) | 13 667       | 29,06        | 22 316      | 44,15       |  |
|                | Guy Lavrat                 | PCF            | 5 818        | 12,37        |             |             |  |
|                | Pierre Jaboulet Vercherre  | FN             | 5 159        | 10,97        |             |             |  |
|                | Raymond Valentin           | Divers droite  | 2 548        | 5,42         |             |             |  |
|                |                            |                |              |              |             |             |  |
| Inscrits       | Inscrits                   | Inscrits       | 70 906       | 100,00       | 70 862      | 100,00      |  |
| Abstentions    | Abstentions                | Abstentions    | 22 806       | 32,16        | 18 972      | 26,77       |  |
| Votants        | Votants                    | Votants        | 48 100       | 67,84        | 51 890      | 73,23       |  |
| Blancs et nuls | Blancs et nuls             | Blancs et nuls | 1 072        | 2,23         | 1 345       | 2,59        |  |
| Exprimés       | Exprimés                   | Exprimés       | 47 028       | 97,77        | 50 545      | 97,41       |  |

Léo Grézard, médecin, maire d'Avallon était le suppléant d'Henri Nallet. Léo Gérard remplaça Henri Nallet, nommé membre du gouvernement, du 23 juin 1988 au 1er avril 1993.

### Élections législatives de 1993
| Candidat       | Candidat              | Parti          | Premier tour | Premier tour | Second tour | Second tour |  |
| Candidat       | Candidat              | Parti          | Voix         | %            | Voix        | %           |  |
| -------------- | --------------------- | -------------- | ------------ | ------------ | ----------- | ----------- |  |
|                | Yves Van Haëcke élu   | RPR            | 12 274       | 26,64        | 26 043      | 56,65       |  |
|                | Henri Nallet sortant  | PS (ADFP)      | 9 103        | 19,76        | 19 928      | 43,35       |  |
|                | Marc Fournier         | FN             | 6 570        | 14,26        |             |             |  |
|                | Grégoire Direz        | UDF (AD)       | 6 473        | 14,05        |             |             |  |
|                | Guy Lavrat            | PCF            | 5 099        | 11,07        |             |             |  |
|                | Jean-Michel Delagneau | Les Verts (EÉ) | 3 547        | 7,70         |             |             |  |
|                | Georges Gimié         | LT-LNÉ         | 1 712        | 3,72         |             |             |  |
|                | Alain Chicouard       | PT             | 1 287        | 2,79         |             |             |  |
|                |                       |                |              |              |             |             |  |
| Inscrits       | Inscrits              | Inscrits       | 71 834       | 100,00       | 71 824      | 100,00      |  |
| Abstentions    | Abstentions           | Abstentions    | 22 995       | 32,01        | 21 767      | 30,31       |  |
| Votants        | Votants               | Votants        | 48 839       | 67,99        | 50 057      | 69,69       |  |
| Blancs et nuls | Blancs et nuls        | Blancs et nuls | 2 774        | 5,68         | 4 086       | 8,16        |  |
| Exprimés       | Exprimés              | Exprimés       | 46 065       | 94,32        | 45 971      | 91,84       |  |

Albert Masson, chef d'entreprise, maire de Vergigny était le suppléant d'Yves Van Haëcke.

### Élections législatives de 1997
| Candidat       | Candidat                | Parti          | Premier tour | Premier tour | Second tour | Second tour |  |
| Candidat       | Candidat                | Parti          | Voix         | %            | Voix        | %           |  |
| -------------- | ----------------------- | -------------- | ------------ | ------------ | ----------- | ----------- |  |
|                | Yves Van Haëcke sortant | RPR            | 12 063       | 26,16        | 22 259      | 46,05       |  |
|                | Henri Nallet élu        | PS             | 11 730       | 25,44        | 26 079      | 53,95       |  |
|                | Claude Moreau           | FN             | 8 409        | 18,24        |             |             |  |
|                | Guy Lavrat              | PCF            | 5 452        | 11,82        |             |             |  |
|                | Jean-François Gillon    | Les Verts      | 2 829        | 6,14         |             |             |  |
|                | Renaud de Belmont       | LDI (MPF)      | 1 405        | 3,05         |             |             |  |
|                | Olivier Delafon         | Divers droite  | 1 366        | 2,96         |             |             |  |
|                | Armand Gaudiau          | LO             | 1 356        | 2,94         |             |             |  |
|                | Raymond Valentin        | Divers droite  | 919          | 1,99         |             |             |  |
|                | Gilles Letort           | LCR            | 577          | 1,25         |             |             |  |
|                |                         |                |              |              |             |             |  |
| Inscrits       | Inscrits                | Inscrits       | 70 629       | 100,00       | 70 619      | 100,00      |  |
| Abstentions    | Abstentions             | Abstentions    | 21 878       | 30,98        | 18 548      | 26,26       |  |
| Votants        | Votants                 | Votants        | 48 751       | 69,02        | 52 071      | 73,74       |  |
| Blancs et nuls | Blancs et nuls          | Blancs et nuls | 2 645        | 5,43         | 3 733       | 7,17        |  |
| Exprimés       | Exprimés                | Exprimés       | 46 106       | 94,57        | 48 338      | 92,83       |  |

Le suppléant d'Henri Nallet était Jean-Yves Caullet, ancien Sous-Préfet d'Avallon. Jean-Yves Caullet remplaça Henri Nallet, nommé membre du gouvernement, du 14 mars 1999 au 18 juin 2002.

### Élections législatives de 2002
| Candidat       | Candidat                  | Parti          | Premier tour | Premier tour | Second tour | Second tour |  |
| Candidat       | Candidat                  | Parti          | Voix         | %            | Voix        | %           |  |
| -------------- | ------------------------- | -------------- | ------------ | ------------ | ----------- | ----------- |  |
|                | Jean-Yves Caullet sortant | PS             | 15 304       | 33,6         | 20 174      | 47,53       |  |
|                | Jean-Marie Rolland élu    | UMP            | 13 319       | 29,24        | 22 274      | 52,47       |  |
|                | Marc Fournier             | FN             | 7 162        | 15,72        |             |             |  |
|                | Maurice Pianon            | Divers droite  | 5 387        | 11,83        |             |             |  |
|                | Serge Courtin             | CPNT           | 1 073        | 2,36         |             |             |  |
|                | Armand Gaudiau            | LO             | 943          | 2,07         |             |             |  |
|                | Claude Moreau             | MNR            | 881          | 1,93         |             |             |  |
|                | Jacques Kotoujansky       | MPF            | 599          | 1,32         |             |             |  |
|                | Michel Villerey           | PT             | 586          | 1,29         |             |             |  |
|                | Thierry Amblard           | Divers gauche  | 293          | 0,64         |             |             |  |
|                |                           |                |              |              |             |             |  |
| Inscrits       | Inscrits                  | Inscrits       | 72 557       | 100,00       | 72 547      | 100,00      |  |
| Abstentions    | Abstentions               | Abstentions    | 25 786       | 35,54        | 27 967      | 38,55       |  |
| Votants        | Votants                   | Votants        | 46 771       | 64,46        | 44 580      | 61,45       |  |
| Blancs et nuls | Blancs et nuls            | Blancs et nuls | 1 224        | 2,62         | 2 132       | 4,78        |  |
| Exprimés       | Exprimés                  | Exprimés       | 45 547       | 97,38        | 42 448      | 95,22       |  |

Le suppléant de Jean-Marie Rolland était François Boucher, conseiller général du canton de Migennes, maire de Migennes, commerçant.

### Élections législatives de 2007
| Candidat       | Candidat                         | Parti          | Premier tour | Premier tour | Second tour | Second tour |  |
| Candidat       | Candidat                         | Parti          | Voix         | %            | Voix        | %           |  |
| -------------- | -------------------------------- | -------------- | ------------ | ------------ | ----------- | ----------- |  |
|                | Jean-Marie Rolland sortant réélu | UMP            | 19 365       | 44,99        | 23 234      | 53,82       |  |
|                | Jean-Yves Caullet                | PS             | 12 378       | 28,76        | 19 932      | 46,18       |  |
|                | Marie-Solange Mansard            | FN             | 2 647        | 6,15         |             |             |  |
|                | Juliette Benedetti               | UDF–MoDem      | 2 577        | 5,99         |             |             |  |
|                | Jacqueline Desanti               | PCF            | 1 569        | 3,65         |             |             |  |
|                | Bernard Pesquet                  | Les Verts      | 1 483        | 3,45         |             |             |  |
|                | Françoise Petas                  | CPNT           | 886          | 2,06         |             |             |  |
|                | Christian Moreau                 | PT             | 703          | 1,59         |             |             |  |
|                | Armand Gaudiau                   | LO             | 684          | 1,59         |             |             |  |
|                | Judith Hynek                     | Divers         | 414          | 0,96         |             |             |  |
|                | Jacques Kotoujansky              | MPF            | 335          | 0,78         |             |             |  |
|                |                                  |                |              |              |             |             |  |
| Inscrits       | Inscrits                         | Inscrits       | 73 863       | 100,00       | 73 861      | 100,00      |  |
| Abstentions    | Abstentions                      | Abstentions    | 29 764       | 40,3         | 29 256      | 39,61       |  |
| Votants        | Votants                          | Votants        | 44 099       | 59,7         | 44 605      | 60,39       |  |
| Blancs et nuls | Blancs et nuls                   | Blancs et nuls | 1 058        | 2,4          | 1 439       | 3,23        |  |
| Exprimés       | Exprimés                         | Exprimés       | 43 041       | 97,6         | 43 166      | 96,77       |  |

### Élections législatives de 2012
| Candidat       | Candidat                   | Parti          | Premier tour | Premier tour | Second tour | Second tour |  |
| Candidat       | Candidat                   | Parti          | Voix         | %            | Voix        | %           |  |
| -------------- | -------------------------- | -------------- | ------------ | ------------ | ----------- | ----------- |  |
|                | Jean-Yves Caullet élu      | PS             | 16 027       | 34,69        | 22 274      | 50,25       |  |
|                | Jean-Marie Rolland sortant | UMP            | 13 618       | 29,48        | 22 050      | 49,75       |  |
|                | Claude Dassié              | RBM (SIEL)     | 7 402        | 16,02        |             |             |  |
|                | Patrick Gendraud           | NC             | 3 836        | 8,30         |             |             |  |
|                | Martine Millet             | FG (PCF)       | 2 567        | 5,56         |             |             |  |
|                | Thomas Guéret              | EÉLV           | 1 293        | 2,80         |             |             |  |
|                | Julie Hanse                | DLR            | 540          | 1,17         |             |             |  |
|                | Jacques Kotoujansky        | Extrême droite | 362          | 0,78         |             |             |  |
|                | Audrey Dumont              | LO             | 319          | 0,69         |             |             |  |
|                | Raymond Plautz             | NPA            | 233          | 0,50         |             |             |  |
|                |                            |                |              |              |             |             |  |
| Inscrits       | Inscrits                   | Inscrits       | 77 710       | 100,00       | 77 710      | 100,00      |  |
| Abstentions    | Abstentions                | Abstentions    | 30 806       | 39,64        | 31 697      | 40,79       |  |
| Votants        | Votants                    | Votants        | 46 904       | 60,36        | 46 013      | 59,21       |  |
| Blancs et nuls | Blancs et nuls             | Blancs et nuls | 707          | 1,51         | 1 689       | 3,67        |  |
| Exprimés       | Exprimés                   | Exprimés       | 46 197       | 98,49        | 44 324      | 96,33       |  |

### Élections législatives de 2017
|                                                                         |                                                                                |                           |                           |                          |                          |
|                                                                         |                                                                                | Premier tour 11 juin 2017 | Premier tour 11 juin 2017 | Second tour 18 juin 2017 | Second tour 18 juin 2017 |
|                                                                         |                                                                                |                           |                           |                          |                          |
|                                                                         |                                                                                | Nombre                    | % des inscrits            | Nombre                   | % des inscrits           |
| Inscrits                                                                | Inscrits                                                                       | 75 696                    | 100,00                    | 75 693                   | 100,00                   |
| Abstentions                                                             | Abstentions                                                                    | 37 337                    | 49,32                     | 41 991                   | 55,48                    |
| Votants                                                                 | Votants                                                                        | 38 359                    | 50,68                     | 33 702                   | 44,52                    |
|                                                                         |                                                                                |                           | % des votants             |                          | % des votants            |
| Bulletins blancs                                                        | Bulletins blancs                                                               | 771                       | 2,01                      | 2 877                    | 8,54                     |
| Bulletins nuls                                                          | Bulletins nuls                                                                 | 274                       | 0,71                      | 1 409                    | 4,18                     |
| Suffrages exprimés                                                      | Suffrages exprimés                                                             | 37 314                    | 97,28                     | 29 416                   | 87,28                    |
|                                                                         |                                                                                |                           |                           |                          |                          |
| Candidat Étiquette politique (partis et alliances)                      | Candidat Étiquette politique (partis et alliances)                             | Voix                      | % des exprimés            | Voix                     | % des exprimés           |
|                                                                         |                                                                                |                           |                           |                          |                          |
|                                                                         | Jean-Yves Caullet (député sortant) La République en marche                     | 11 275                    | 30,22                     | 13 505                   | 45,91                    |
|                                                                         | André Villiers Union des démocrates et indépendants (Les Républicains)         | 8 321                     | 22,30                     | 15 911                   | 54,09                    |
|                                                                         | Edwige Jacquet Front national                                                  | 7 300                     | 19,56                     |                          |                          |
|                                                                         | Philippe Collin La France insoumise                                            | 4 169                     | 11,17                     |                          |                          |
|                                                                         | François Meyroune Parti communiste français                                    | 1 652                     | 4,43                      |                          |                          |
|                                                                         | Élodie Roy Parti radical de gauche (Parti socialiste)                          | 1 035                     | 2,77                      |                          |                          |
|                                                                         | Guillaume Durand Europe Écologie Les Verts                                     | 952                       | 2,55                      |                          |                          |
|                                                                         | Mehdi Barbot Debout la France                                                  | 831                       | 2,23                      |                          |                          |
|                                                                         | Nicolas Robert Divers droite                                                   | 734                       | 1,97                      |                          |                          |
|                                                                         | Christophe Lamodière Divers droite (Parti libéral démocrate)                   | 259                       | 0,69                      |                          |                          |
|                                                                         | Annita Carrasco Lutte ouvrière                                                 | 254                       | 0,68                      |                          |                          |
|                                                                         | Frédéric Wachowiak Divers (Union populaire républicaine)                       | 173                       | 0,46                      |                          |                          |
|                                                                         | Cyrille Rey-Coquais Extrême droite (Civitas)                                   | 149                       | 0,40                      |                          |                          |
|                                                                         | Dursun Usta Divers (Parti égalité et justice)                                  | 112                       | 0,30                      |                          |                          |
|                                                                         | Annie Scaniglia-Kermin Extrême gauche (Parti ouvrier indépendant démocratique) | 97                        | 0,26                      |                          |                          |
|                                                                         | Joël Rigolat Divers droite (Rassemblement pour la France)                      | 1                         | 0,00                      |                          |                          |
| Source : Ministère de l'Intérieur - Deuxième circonscription de l'Yonne |                                                                                |                           |                           |                          |                          |

### Élections législatives de 2022
| Résultats des élections législatives des 12 et 19 juin 2022 de la 2e circonscription de l'Yonne |                          |                          |                          |              |              |             |             |
| Candidat                                                                                        | Candidat                 | Parti et coalition       | Nuance                   | Premier tour | Premier tour | Second tour | Second tour |
| Candidat                                                                                        | Candidat                 | Parti et coalition       | Nuance                   | Voix         | %            | Voix        | %           |
|                                                                                                 | Audrey Lopez             | RN                       | RN                       | 10 936       | 30,72        | 15 883      | 48,67       |
|                                                                                                 | André Villiers           | H (ENS)                  | ENS                      | 10 402       | 29,22        | 16 750      | 51,33       |
|                                                                                                 | Philippe Veyssière       | LFI (NUPES)              | NUP                      | 7 589        | 21,32        |             |             |
|                                                                                                 | Florian Frayer           | RES                      | DVD                      | 2 062        | 5,79         |             |             |
|                                                                                                 | Marie Dumoulin           | REC                      | REC                      | 1 665        | 4,68         |             |             |
|                                                                                                 | Iris Nakov               | MEI (TUPV)               | ECO                      | 1 196        | 3,36         |             |             |
|                                                                                                 | Maryse Cardona           | LP (UPF)                 | DSV                      | 681          | 1,91         |             |             |
|                                                                                                 | Patrice Pressard         | PA                       | ECO                      | 549          | 1,54         |             |             |
|                                                                                                 | Anita Carrasco           | LO                       | DXG                      | 516          | 1,45         |             |             |
| Votes valides                                                                                   | Votes valides            | Votes valides            | Votes valides            | 35 596       | 96,91        | 32 633      | 91,47       |
| Votes blancs                                                                                    | Votes blancs             | Votes blancs             | Votes blancs             | 823          | 2,24         | 2 271       | 6,37        |
| Votes nuls                                                                                      | Votes nuls               | Votes nuls               | Votes nuls               | 313          | 0,85         | 771         | 2,16        |
| Total                                                                                           | Total                    | Total                    | Total                    | 36 732       | 100          | 35 675      | 100         |
| Abstention                                                                                      | Abstention               | Abstention               | Abstention               | 36 729       | 50,00        | 37 805      | 51,45       |
| Inscrits / participation                                                                        | Inscrits / participation | Inscrits / participation | Inscrits / participation | 73 461       | 50,00        | 73 480      | 48,55       |

### Élections législatives de 2024
| Candidat                 | Candidat                 | Parti et coalition               | Nuance                   | Premier tour | Premier tour | Second tour | Second tour |
| Candidat                 | Candidat                 | Parti et coalition               | Nuance                   | Voix         | %            | Voix        | %           |
| ------------------------ | ------------------------ | -------------------------------- | ------------------------ | ------------ | ------------ | ----------- | ----------- |
|                          | Sophie-Laurence Roy,     | RAD                              | UXD                      | 20 997       | 44,51        | 23 736      | 50,42       |
|                          | André Villiers           | Horizons (ENS)                   | ENS                      | 13 837       | 29,33        | 23 342      | 49,58       |
|                          | Philippe Veyssière       | La France insoumise (NFP)        | UG                       | 9 196        | 19,50        | retrait     | retrait     |
|                          | Iris Nakov               | Mouvement écologiste indépendant | ECO                      | 1 019        | 2,16         |             |             |
|                          | Thomas Verhegge          | Debout la France                 | DSV                      | 895          | 1,90         |             |             |
|                          | Sylvie Demussy           | Reconquête                       | REC                      | 620          | 1,31         |             |             |
|                          | Anita Carasco            | Lutte ouvrière                   | EXG                      | 607          | 1,29         |             |             |
|                          |                          |                                  |                          |              |              |             |             |
| Votes valides            | Votes valides            | Votes valides                    | Votes valides            | 47 171       | 96,59        | 47 078      | 95,37       |
| Votes blancs             | Votes blancs             | Votes blancs                     | Votes blancs             | 1 016        | 2,08         | 1 664       | 3,37        |
| Votes nuls               | Votes nuls               | Votes nuls                       | Votes nuls               | 651          | 1,33         | 624         | 1,26        |
| Total                    | Total                    | Total                            | Total                    | 48 838       | 100          | 49 366      | 100         |
| Abstention               | Abstention               | Abstention                       | Abstention               | 23 422       | 32,41        | 22 894      | 31,68       |
| Inscrits / participation | Inscrits / participation | Inscrits / participation         | Inscrits / participation | 72 260       | 67,59        | 72 260      | 68,32       |